# JPエクスプレス
JPエクスプレス株式会社（英語: JPExpress Co., Ltd.）は、かつて東京都港区に本社を置き、宅配便事業を運営していた企業。略称はJPEX。
2010年（平成22年）7月1日、JPエクスプレス宅配便（ペリカン便）は、郵便事業株式会社（後の日本郵便）の「ゆうパック」ブランドに統合されることとなった。これに伴い、同年8月31日付けで法人を解散し、清算会社へ移行した。その後、9月30日に東京地方裁判所より特別清算開始決定を受けた。

## 概要
郵便事業（日本郵便）と日本通運（日通）の宅配便（荷物）事業を統合する受け皿会社として、2008年（平成20年）6月に設立。主な取引銀行はみずほコーポレート銀行。
当初は、ゆうパックブランド（現在の日本郵便におけるブランド）で2009年（平成21年）4月1日より事業開始を予定していたが、両社のコンピュータシステム統合関連に手間取ることが判明したため、同日の時点では日通の宅配便ブランドである「ペリカン便」の受け皿会社として事業を開始した。
2009年10月1日より、郵便事業から荷物の事業を引き継ぐ形で、新たに設定される統一ブランドでサービス開始を予定していたが、総務大臣から認可が得られず、同日の統合が見送られた。その後、同年12月24日に郵便事業はJPエクスプレス（以下「JPEX」）を清算し、JPEXから宅配便事業を譲受し「ゆうパック」として継承すると発表した。
2010年（平成22年）7月1日、郵便事業がJPEXの資産を継承した。そのため6月30日でペリカン便の名称が消滅「ゆうパック」に統一された。なお、JPEXで行われたインターネットによる集荷申込や、空港宅配便・ゴルフ宅配便などのサービスも引き継がれることとなった。これよりJPEXの清算手続きに入る。
代表権のある役員については、会長を郵便事業の専務執行役員（重任する日本郵政常務執行役は2009年2月28日付で辞職）が兼任し、社長は日本通運の元取締役常務執行役員から出していた。他1名は郵便事業の宅配便事業統合本部長が兼任。2010年7月の継承に伴い、代表権者3名は出身企業へ復帰し、郵便事業出身の別の役員が代表権者として会長に就任している。
JPEXでは、日通時代からあった集荷・問い合わせの番号を0800から始まるフリーコールに変更した上で継続して提供していたが（JPEXでは、新たに、コールセンターと呼称）、新たに郵便事業との一部事業統合を見据えた転居連絡用（2009年4月より、転居に伴う荷物の転送方式を郵便事業の方式に変更した）のフリーコールに加え（ペリカン便を参照）、個人情報相談窓口および企業そのものに関わる問い合わせの番号を新たに設置していた。
なお、セイノーグループ（西濃運輸およびその他セイノーホールディングス傘下の企業）が手がける冷蔵・冷凍扱いの宅配便である「カンガルーチルド便」の配達業務を受託しており、セイノーグループが集荷したものを統括支店で中継を受けJPEXの配達員が配達していたが、郵便事業への譲渡後は「チルドゆうパック」としての配達となった。
最終的には、郵便事業が2010年度通期で1185億円の赤字を計上した上に、宅配便事業での黒字化が1度もできないまま、JPEXは清算の形で倒産した。

## 沿革

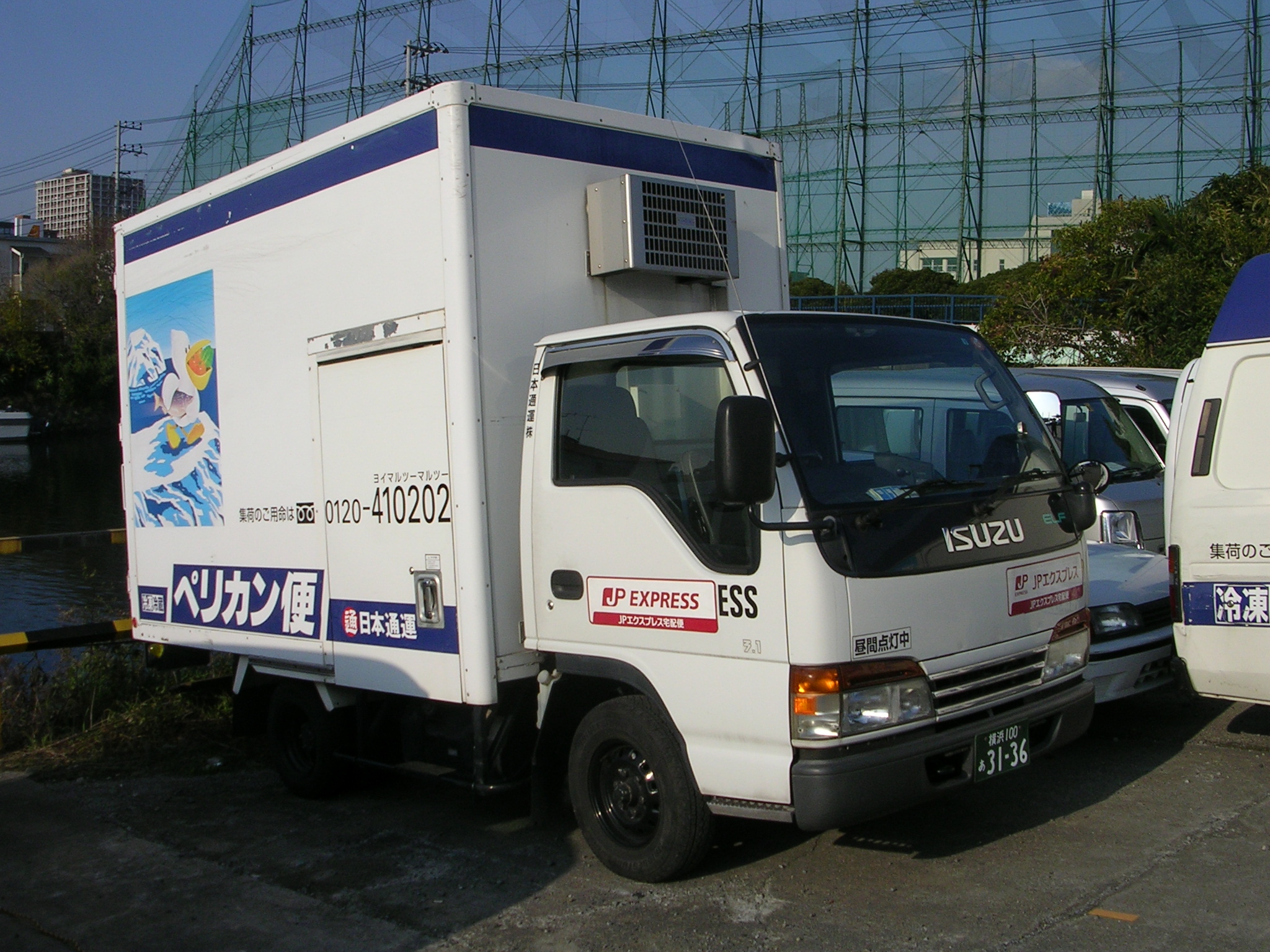
元「ペリカン便」のトラックにJPエクスプレスのシールを貼った集配車両

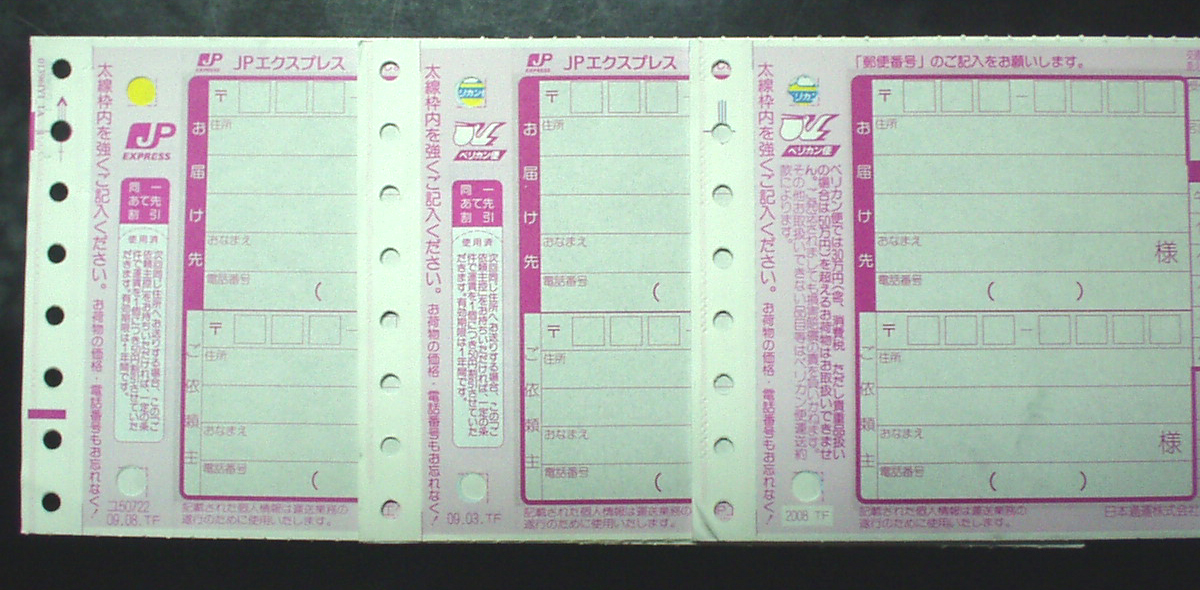
日本通運からJPエクスプレスにかけての「ペリカン便」ラベル（送り状）の変遷、左側の2枚に「JPエクスプレス（JP　EXPRESS）」のロゴが入っている。

- 2008年6月2日 - 設立（郵便事業と日本通運の折半出資）
- 2009年4月1日 - 日本通運より「ペリカン便」に関わる事業を吸収分割にて承継し、事業開始。同時に、出資比率を「郵便事業=66% 日通=34%」とした。
- 2009年10月1日 - ペリカン便の集配業務の一部を郵便事業の一部支店が受託開始
- 2010年
  - 4月1日 - 統括支店の再編を実施
  - 7月1日 - 郵便事業がJPEXの事業を承継・譲受。これに伴い「ペリカン便」のブランドは消滅、郵便事業の「ゆうパック」はサービスレベルをリニューアル。
  - 8月31日 - 法人解散が行われ、清算会社に移行[1]。
  - 9月30日 - 東京地方裁判所より特別清算開始決定を受ける

## 事業移行スキーム

### 2009年4月1日時点
この時点においては、「ゆうパック」については「着払い手数料廃止」と「料金受取人払承認請求受付の廃止」を除いては従前から何ら変わりなく、「ペリカン便」のみが、以下の条件によりJPEXが日通から譲受して業務を開始。なお、サービス名は、「ペリカン便」ではあるものの、サービスカラーが赤であったり、幟は「JPエクスプレス宅配便」と表示したり、2009年4月以降に販売している梱包資材にも、「ペリカン便」マークを一切用いず、「JP EXPRESS」ロゴのみとするなど、日通のサービスであるイメージが強い「ペリカン便」色が押さえられている印象がある。その他詳細は、ペリカン便を参照。
- 取扱店については原則従前通りだが、一部コンビニエンスストア（主に、ゆうパックとペリカン便の両方を扱っていたチェーン店）における受付が終了した。
- 集配業務はJPEXが担当（ただし、ターミナル店や統括支店併設の拠点を除く営業店については、2009年9月30日までの予定で大半は拠点自体を日通への委託（原則、従来日通が行っていた当時と同じ拠点を利用）という形を取る。また、従前から委託だった拠点は、同様に2009年9月30日までは、従来の委託事業者が引き続き拠点を受託する）するが、日通や郵便事業へ委託（更に日通や郵便事業が、地元中小運送会社へ再委託）するケースがある。
- 時間帯指定の時間帯幅については、変更されない。従って、14時以降の指定可能枠は、ゆうパックとは相違する。
- JPEXが新たに設定した運賃が適用となる。
  - 「ゆうパック」の体系に近似したものとなり、サイズ・重量併用制から、ゆうパックで既に採用されている「縦×横×高さ」の合計のサイズによるものとなる（重量は30kg以内であれば、運賃に加味されない点もゆうパックと同じ）。
  - サイズ体系としては、「140」と「170」の間に「160」を新設し、こちらもゆうパックに合わせた。
- ゆうパック同様の同一宛先割引を新たに導入する。
- 書留ゆうパックに相当する、「セキュリティサービス」を新たに導入（書留ゆうパックよりも、むしろ佐川急便の飛脚セキュリティ便により近いサービスだが、佐川とは異なり、JPEXは事前契約不要かつ個人の差出が可能）。
  - ただし、集荷のみの取扱い（コンビニや取扱店等で出来ない点は書留ゆうパックと同様だが、営業店での扱いも出来ない）で、着払いや代引の扱いには出来ない。
  - また、サイズも80サイズ以内に限定される（書留ゆうパックは通常のゆうパック同様、170サイズまで対応）。
  - 料金は、プラス360円で、申告により追加料金なしで50万円までの保証となるが、申告がない場合は書留ゆうパック同様35万円となる（従来の書留ゆうパックは、損害要償額35万円超の場合は追加料金が発生）。
  - セキュリティサービスを利用する場合は、一般の元払い用の送り状をそのまま利用する形となり、JPEX名の送り状では、チェック欄が設けられている（ただし、コンビニで扱えない関係上、コンビニ配布分には、「空港ペリカン便」のチェック欄同様に当該記載がない）。
- 転送は、郵便事業の郵便物やゆうパックを含む荷物同様、転居の場合に限り事前に届出をしたものに限り届出日から1年間対応する形に変更された。
  - そのため、これまで可能だった一時不在に伴う別の住所宛の場合は、同一自治体内の受取人自宅ないしは勤務先に限定される。
- 荷物の状況の検索は、JPエクスプレスのHPの他、従来利用していた日通のアロー便・単身パック用と兼用していた検索画面でも引き続き検索可能になっている。なお、モバイルサイトは、JPエクスプレスのモバイルサイトを新たに立ち上げ、日通のサイトを廃止した上でそちらに一本化されている。
- 着払については、上述のように、ゆうパックは本来の運賃に20円が加算された額が受取人に課されていた（依頼人が持込だった場合は持込扱いの料金に20円が加算だった）が、ペリカン便の場合は、従前の集荷・持込に関わらず集荷扱いの料金体系の額から、持込着払については持込扱いの料金に変更された上で受取人に請求される。
- 配達日指定については、受付日から10日以内だったものが8日以内に短縮された。

### 2009年10月1日時点
- ゆうパックについては、従前通り郵便事業がこれまで通り行う（2009年4月1日にわずかに変更された点以外は、今回の変更はされない）。
- 従来は、ウェブからの送り状番号検索の際に、商品カテゴリに「ペリカン便」と表示されていたが、これが「JPエクスプレスの宅配便」の表示に変更された。

これらの点を除き、原則、2009年4月1日時点の移行スキームを継続する。

### 2010年4月1日時点
統括支店等の一部再編が行われた。再編対象は、以下の通り。
- 青森・岩手・秋田の各統括支店→北東北統括支店（秋田市[注 1]）
- 富山・石川・福井の各統括支店→北陸統括支店（富山市）
- 徳島・香川・愛媛・高知の各統括支店→四国統括支店（松山市）
- 山梨統括支店→多摩統括支店へ統合
- 長崎統括支店→福岡統括支店へ統合（これにより、福岡・佐賀・長崎の3県を統括）
- 東京統括支店東京広域支店のうち、島嶼部の管轄→「東京統括支店東京中央ターミナル（離島）」へ改組し、郵便事業新東京支店内から同支店近接の日通ターミナル内に移設。

また、従来は、併設元の郵便事業支店窓口課・JPEX支店の番号ないしは広域支店全国共通のナビダイヤル番号のみ公開していたものが、各広域支店の独自電話番号の公開が開始され、地域によってはKDDIの直収電話番号（旧KDD割当番号帯）の地域と、同居先の郵便事業統括支店ないしはJPEX支店のNTT東西回線によるダイヤルイン番号に組み込まれた地域、福岡広域支店（福岡・久留米とも）のように、NTTドコモ割当の携帯電話番号で公開された地域が存在している。

### 2010年7月1日時点
2009年9月11日、総務省の認可が降りず、郵便事業のプレスリリースで「2009年10月1日付の統合」を延期することを発表したため、上述のような事業所形式の変更があった点を除き、以下のスケジュールについては日程は未定としてきたが、2009年12月24日、JPEXを清算し、それに先だつ2010年7月1日付で、ペリカン便ブランドを廃止し、日本郵便がJPEXの宅配便事業を譲受し、JPEXのサービスレベルを取り入れた上で、「ゆうパック」を従来通り継続する方向であることを明らかにした。
これに伴う事業所形態の変更や日通からの出向による職員などの処遇は、ゆうパックへの一本化を明らかにした時点では未定としていた。
これに伴い、配達時間帯指定が、ペリカン便のものに変更されたものの、従来からのゆうパックの送り状は引き続きコンビニで引き続き利用可能だが、指定枠が変更された14時以降の時間帯指定を行う場合は、希望時間帯を摘要欄に記入するか、店員に指定時間のステッカーをその場で貼るよう指示するかのいずれかで対応可能としている。なお、ペリカン便で送付した前回の送り状を利用した、同日以降のゆうパックの送付時に同一宛先割引の適用対象になる。
2010年6月21日付の発表では、荷物の引き受けは同年6月30日まで受付可能で、配達状況は、6月中に差し出したものであれば7月以降もJPEXのホームページで検索可能だが、一方で配達業務そのものや再配達の受付などは郵便事業側が継承して行う形となる。先行して、2010年4 - 6月にかけて、郵便事業の再配達システム（レターパックを含む郵便物や、旧エクスパックなどを含む）の変更を順次行っており、フリーコール（携帯電話等からは、050IP電話番号帯のを別途利用）の自動音声による申込やこれまでのお知らせ番号6 - 8桁から、他社の宅配便の伝票番号同様の追跡番号（11ないし12桁）を利用したものに変更されている。
コールセンターの電話番号は、郵便事業のゆうパック専用のコールセンタ用番号として郵便事業へ継承されている。
また、JPEXのターミナル拠点のうち17拠点は、ゆうパックの仕分け専門の拠点であるターミナル支店に転換され、区分業務が従来の統括支店から移管されている。また、ターミナル支店とは別に、別のターミナル拠点の一部はゆうパック仕分け専門となる郵便事業支店の分室（郵便事業仙台東支店卸町分室など）に転換し、従来からの郵便事業の統括支店とのアライアンス体制となったものもある。また、かつての郵便事業帯広ターミナル支店のように、郵便事業帯広支店分室(現・帯広郵便局分室)として分室に格下げのうえで、分室でありながらも、ゆうパックに限定した地域区分業務を行っている拠点もある。

#### 当初の2009年10月1日付の移行スキーム計画案
2009年5月末までを目処に統合ブランドを決定し、同年10月1日時点で郵便事業側から譲受される事業をJPEXで完全移行出来るよう、前日まで準備期間を設ける。その上で、正式決定となる模様（なお、2009年5月31日の時点で、新ブランド等の発表はなされていなかった）。
2009年10月からの事業所形式（日通への委託あるいは地場事業者への委託を含む）の扱いおよび、ゆうパックについては従来からの送り状の継続利用の可否については、現時点では未定となっている（ペリカン便送り状については、JPEX名のものを含めブランド統合時点で強制切り替えが決定している）。

## 経営統合の失敗と会社清算
統合計画については、時の日本郵政社長西川善文の肝煎りで進められたものである。日本郵政が取り扱うゆうパックは、宅配便業界大手2強のヤマト運輸・佐川急便に対し、市場シェアで劣勢であることから、配送コストの面において常に劣勢であり、そのためシェア拡大は喫緊の課題であった。一方、ペリカン便を運営する日本通運においても同様の課題を抱えていたことから、必然的に両者間による統合計画が進展したと言える。しかし、計画策定の過程で算出された「統合後5年間の事業収支予測」によると、統合された宅配便事業の累積赤字は単独806億円、連結943億円に達するという厳しいものであった。
これに対して西川善文は、事業収支予測を算出した郵便事業株式会社を厳しく叱責、その結果、郵便事業株式会社は当初の事業収支予測を改竄し、統合後4年目には黒字化を達成できるとした数字を再提出することを余儀なくされてしまう。2008年8月、郵便事業会社・日本通運の間で、統合のための最終契約である株主間契約書が締結された。
統合実施時期は「2009年4月1日」と決められたものの、ゆうパックとペリカン便、両者のシステムの差異はあまりにも大きく、統合作業は困難を極めることになる。そのため統合日時とされた2009年4月1日の時点では、JPエクスプレスはペリカン便のみの受け皿会社としての事業開始を余儀なくされた。ゆうパックについてはJPエクスプレスへの統合が延期となり、「2009年10月1日」と改めて発表されたものの、「かんぽの宿」譲渡問題や東京中央郵便局の再開発問題に端を発する鳩山邦夫総務大臣（当時）と日本郵政の対立のあおりで、総務省へのゆうパック統合申請は再三却下された。統合新ブランドについても未発表の状況が続いた。
2009年8月11日、更迭された鳩山に代わって任じられた佐藤勉は、西川善文と会談し、宅配事業の統合について延期するよう申し入れた。その理由として以下の点が挙げられた。
- 現在の郵便事業会社の大口顧客について新統合会社への移行手続きが明確でないこと。
- 人とオペレーションの準備が統合までに間に合うのか不安が払拭されないこと（郵便事業会社においては、職員への研修を統合当日2009年10月1日に実施する、という極めて危ういものであった）。
- 統合計画では、取り扱い個数の少ない地方部においては、集配を郵便事業会社に委託する予定にしているが、委託料が安く設定されると郵便事業会社の採算が悪化する恐れが高いこと。

だが日本郵政は、統合を延期した場合、競合他社に比べ遅れが生じているコンピュータシステムの改善に更なる遅延が生じること、「かき入れ時」のお歳暮配達時期を逸することによる大口顧客の競合他社への流出、さらには、事業計画が不完全であることを認めた場合は日通から損害賠償を請求される事態になりかねないという状況に陥っており、「あくまで2009年10月1日にゆうパックを統合させる」とする姿勢を崩さず、その後も準備を続けたが、2009年9月8日、正式に総務省は「統合計画は日程に無理がある」と判断を下し、ゆうパックの統合については認可しない方針を伝えた。
それを受けて9月11日、日本郵政も宅配事業の統合の再延期を正式に発表した。その時点では新たな統合時期は明らかにされず、統合新ブランド名の発表もやはり無かった。
その頃、既に日本通運から先行して分離した「JPエクスプレス宅配便」の収支は、折からの景気悪化による荷動き低迷、並びに統合を見込んで設備を拡張したものの取り扱い個数が旧ペリカン便のものだけにとどまっていたため、結果として過剰設備となっており、維持費がかさむなど、毎日約1億円の赤字を計上、郵便事業、日本通運双方の持分法損益に悪影響を与える状況下にあった。それに対して日本通運の川合正矩社長は、「日本郵政側も単独では宅配便事業の経営は困難であり、統合自体がなくなることはない」との見通しを示している他、お歳暮配達時期の需要の取り込みのためには、「遅くとも11月上旬には統合しないと間に合わない」との見方を示していた。
しかし総務省は、統合計画が不採算の地方の集配を郵便事業側に任せるなど、日通側のいわゆる「いいとこ取り」であると断じ、ゆうパック部門の分離により郵便事業会社の事業が先細りになることを懸念、統合の目途は立たなくなった。
その後、日本通運は2009年10月23日にJPエクスプレスの所有株式34万株のうち20万株を郵便事業に譲渡することを発表した。出資比率は郵便事業86%、日本通運14%となり、これによりJPエクスプレスは日本通運の持分法適用関連会社から外れることになった。しかしながら、日本通運の出向者を中心とした運営は変わらないほか、今後とも日本通運はJPエクスプレスを支援していくことには変わりがない、としていた。
だが上述したように、2010年6月を以てペリカン便の取扱を取り止め、同年7月1日付で宅配便事業を日本郵便へ譲渡し、郵便事業が扱う「ゆうパック」にサービスを取り込む形で統一され、JPエクスプレスは解散・会社清算に至ることになった。JPエクスプレスの最終的な累積赤字は1,185億円に達し、このような結果に至った原因について総括が求められている。